# 阿布羅斯
阿布羅斯是英國蘇格蘭安格斯的一座城鎮，曾是勅許自治都市。阿布羅斯人口为22,785人。阿布羅斯位於北海沿岸，其漁港是蘇格蘭規模較大的漁港之一。别克公司创始人、浴缸发明者大衛·邓巴·别克出生于此。